# Секлер, Филлис
Фи́ллис Эвели́на Секле́р (англ. Phyllis Evalina Seckler, 1917 — 31 мая 2004, в девичестве Пратт, в оккультных кругах известна как Soror Meral) — американская публицистка и издатель, оккультистка, последователь Алистера Кроули, член Ордена восточных тамплиеров и ордена Серебряная звезда (A∴A∴).

## Биография
Родилась в Эдмонтоне (провинция Альберта, Канада). В 1940 году она была принята в A∴A∴ 3 июня 1940 года с личного разрешения Кроули и под поручительством и наставничеством Джейн Вольф. В дальнейшем она находилась в близких дружеских отношениях с Карлом Гермером (Frater Saturnus), преемником Кроули после его смерти в 1947 году, и его женой Сашей.
1 июля 1952 года Филлис была присвоена степень младшего адепта (Adeptus Minor, 5°=6), которая символизирует обретение познания и общения со Святым ангелом-хранителем (Holy Guardian Angel) и означает полную инициацию в Сефиру Тиферет. Это событие нашло отражение в переписке Гермера с Филлис:

Дорогое дитя, твои вопросы касаются сути одной из глубочайших проблем, которая ставила в тупик и мучила всех посвящённых мужчин и женщин с незапамятных времён… Я полагаю, всё дело в конфликте между твоей сущностью человека из плоти и крови и того, что ты достигла или превзошла Тиферет [и находишься там], где голос Тайного Проводника постепенно становится различимым и начинает говорить с твоей душой.Оригинальный текст (англ.)Dear child: your questions go to the bottom of one of the deepest problems that have puzzled and tortured all initiated men and women from time immemorial... I suppose it is the conflict with being human with a body of flesh, and the fact that you have risen to or above Tipheret where the voice of the Secret Guide is gradually taking over and begins to speak to your soul.
— Из письма Гермера к Секлер от 7 июля 1952 года
Филлис в 1973 году основала Колледж телемы Северной Калифорнии — телемитскую школу, занимающуюся подготовкой студентов для дальнейшей успешной работы в A∴A∴. Будучи незаурядным публицистом, Филлис с 1973 по 1996 годы издавала журнал «In The Continuum», периодическое издание, посвящённое философии телемы. Этот журнал, кроме всего прочего, долгое время служил одним из учебных пособий колледжа, так как в нём публиковались редкие документы и оригинальные работы многих известных магов телемы. С 1979 года Филлис стала мастером 418 Ложи Ордена восточных тамплиеров.
Помимо своих магических занятий Филлис Секлер, получившая в 1955 г. магистерскую степень в университете Лос-Анджелеса, до самой пенсии работала школьным преподавателем. Она также была талантливым художником и поэтом.
Умерла в возрасте 86 лет 31 мая 2004 г. в Оровилле, Калифорния.

## Сочинения
- Seckler F. Jane Wolfe: Her Life With Aleister Crowley (Part 1) (неопр.) / Jerry Cornelius; Marlene Cornelius. — Red Flame #10, 2003. — ISBN 0-9712376-2-X.
- Seckler F. Jane Wolfe: Her Life With Aleister Crowley (Part 2) (неопр.) / Jerry Cornelius; Marlene Cornelius. — Red Flame #11, 2003. — ISBN 0-9712376-3-8.
- Seckler F. The Thoth Tarot, Astrology & Other Selected Writings (англ.) / Rorac Johnson; Gregory Peters; David Shoemaker. — Teitan Press & College of Thelema of Northern California, 2010. — ISBN 978-0-933429-27-7.
- Seckler F. The Kabbalah, Magick, and Thelema. Selected Writings Volume II (англ.) / Rorac Johnson; Gregory Peters; David Shoemaker. — Teitan Press & College of Thelema of Northern California, 2012. — ISBN 978-0-933429-28-4.